# Verdejo Negro
Verdejo Negro es una variedad de vid de uva tinta destinada a la producción de vino y cultivada en España. Según la Orden APA/1819/2007, de 13 de junio (BOE del día 21), es una variedad recomendada como uva de vinificación en el Principado de Asturias y autorizada en Cantabria.
También llamada Carnaz (Galicia), Domingos Pérez (Galicia), Merenzao (Galicia), Pecho (Galicia), Maturana Tinta (La Rioja) y Trousseau (Francia).
La uva Verdejo Negro es de maduración temprana y da lugar a vinos complejos, de aromas minerales y balsámicos intensos, buena graduación alcohólica, baja acidez y aptos para la crianza.
Es una de las cuatro variedades autóctonas de Asturias junto con el Albarín blanco, el Albarín negro y el Carrasquín. Todas ellas se emplean en la DOP de Vino de Cangas.
Denominación de Origen "Vino de Cangas"
- Datos: Q6160560